# Just the Two of Us (album, Matt Dusk a Margaret)
Just the Two of Us je studiové album kanadského zpěváka Matta Duska a polské zpěvačky Margaret, vydané 6. listopadu 2015 pod vydavatelstvím Magic Records v distribuci Universal Music Polska.
Album obsahuje interpretaci jazzových standardů. Album ve verzi standard se skládá z dvanácti skladeb a jednoho bonusu, rozšířená verzi Limited Edition zahrnuje tři další bonusové skladby.
Deska obsahuje 2 singly: také „Just the Two of Us” a „‘Deed I Do”. Album umístilo na 28. pozici v oficiálním seznamu prodejnosti OLiS. Album za prodeje v Polsku obdrželo zlatou certifikaci poté, co překročilo hranici 5 000 prodaných kopií.

## Seznam stop
| #               | Název                                              | Délka |
| --------------- | -------------------------------------------------- | ----- |
| 1.              | „Quiet Nights of Quiet Stars”                      | 4:46  |
| 2.              | „Just the Two of Us”                               | 3:30  |
| 3.              | „Somethin’ Stupid”                                 | 3:27  |
| 4.              | „‘Deed I Do”                                       | 6:10  |
| 5.              | „Gee Baby, Ain’t I Good to You”                    | 4:48  |
| 6.              | „You Are the Sunshine of My Life”                  | 4:03  |
| 7.              | „Your Kiss Is on My List”                          | 4:59  |
| 8.              | „This Masquerade”                                  | 4:54  |
| 9.              | „The Girl from Ipanema”                            | 5:31  |
| 10.             | „How Insensitive”                                  | 4:24  |
| 11.             | „Our Love Is Here to Stay”                         | 4:24  |
| 12.             | „They Can’t Take That Away from Me”                | 5:12  |
| Bonus           |                                                    |       |
| 13.             | „I Got It Bad and That Ain’t Good” (Margaret solo) | 2:42  |
|                 | Celková délka:                                     | 58:50 |
| Limited Edition |                                                    |       |
| 14.             | „Just the Two of Us” (Acoustic Version)            |       |
| 15.             | „‘Deed I Do” (Acoustic Version)                    |       |

## Umístění v seznamu prodejnosti
| Země   | Žebříček (2015)              | Nejvyšší umístění | Certifikát  | Prodej |
| ------ | ---------------------------- | ----------------- | ----------- | ------ |
| Polsko | Oficiální seznam prodejnosti | 28                | zlatá deska | 5 000+ |